# Trindade und Martim Vaz
Trindade und Martim Vaz (portugiesisch Arquipélago de Trindade e Martim Vaz) sind eine brasilianische Inselgruppe im Atlantischen Ozean, etwa 1200 Kilometer östlich von Vitória. Verwendet werden auch die Namen Trinidad und Martin Vas. Die Inselgruppe gehört zum Bundesstaat Espírito Santo und gilt als Teil der Hauptstadt Vitória, gehört dabei aber zu keiner der administrativen Regionen oder bairros der Stadt.
Trindade ist mit 10,3 km² die größte Insel und liegt 47 km westlich der deutlich kleineren Inselgruppe Martim Vaz. Bis auf den Posten Enseada dos Portugueses auf Trindade, der mit 32 Soldaten der brasilianischen Marine besetzt ist, sind die Inseln unbewohnt. Der höchste Punkt ist bei 620 m Meereshöhe.
Die Inseln sind vulkanischen Ursprungs und werden mit dem Phänomen eines Mantelplumes assoziiert. Entsprechend ist auch der Begriff Trindade-Hotspot gebräuchlich.

## Geschichte
Trindade wurde 1502 von dem portugiesischen Seefahrer Vasco da Gama entdeckt. Trindade war portugiesisches Territorium bis zur Unabhängigkeit Brasiliens. Von 1890 bis 1896 wurde es von Großbritannien besetzt, bis es durch ein Übereinkommen an Brasilien zurückgegeben wurde. Martim Vaz wurde erst 1951 für Brasilien in Besitz genommen.